# Ort der Vielfalt

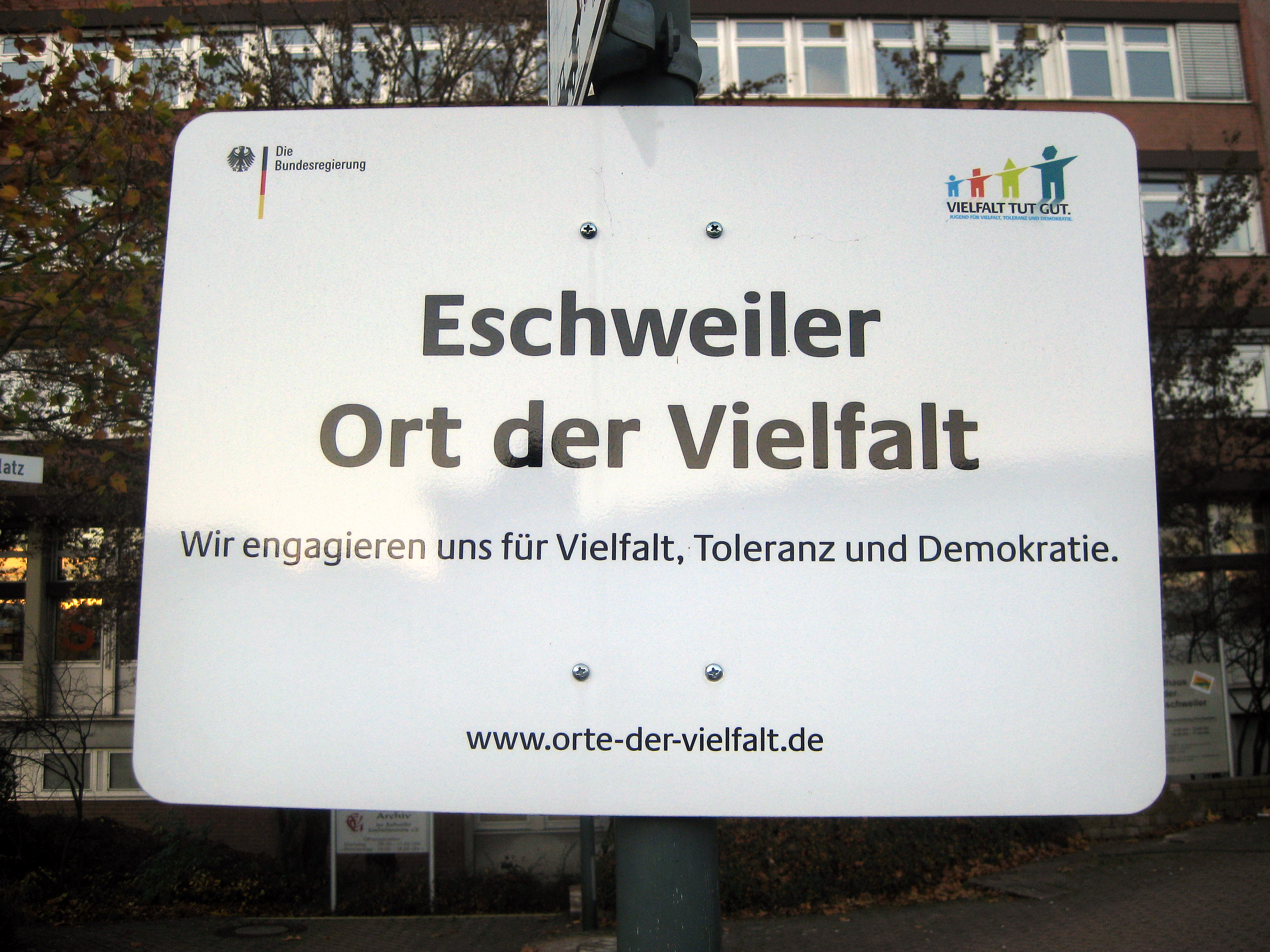
Schild „Ort der Vielfalt“ in Eschweiler

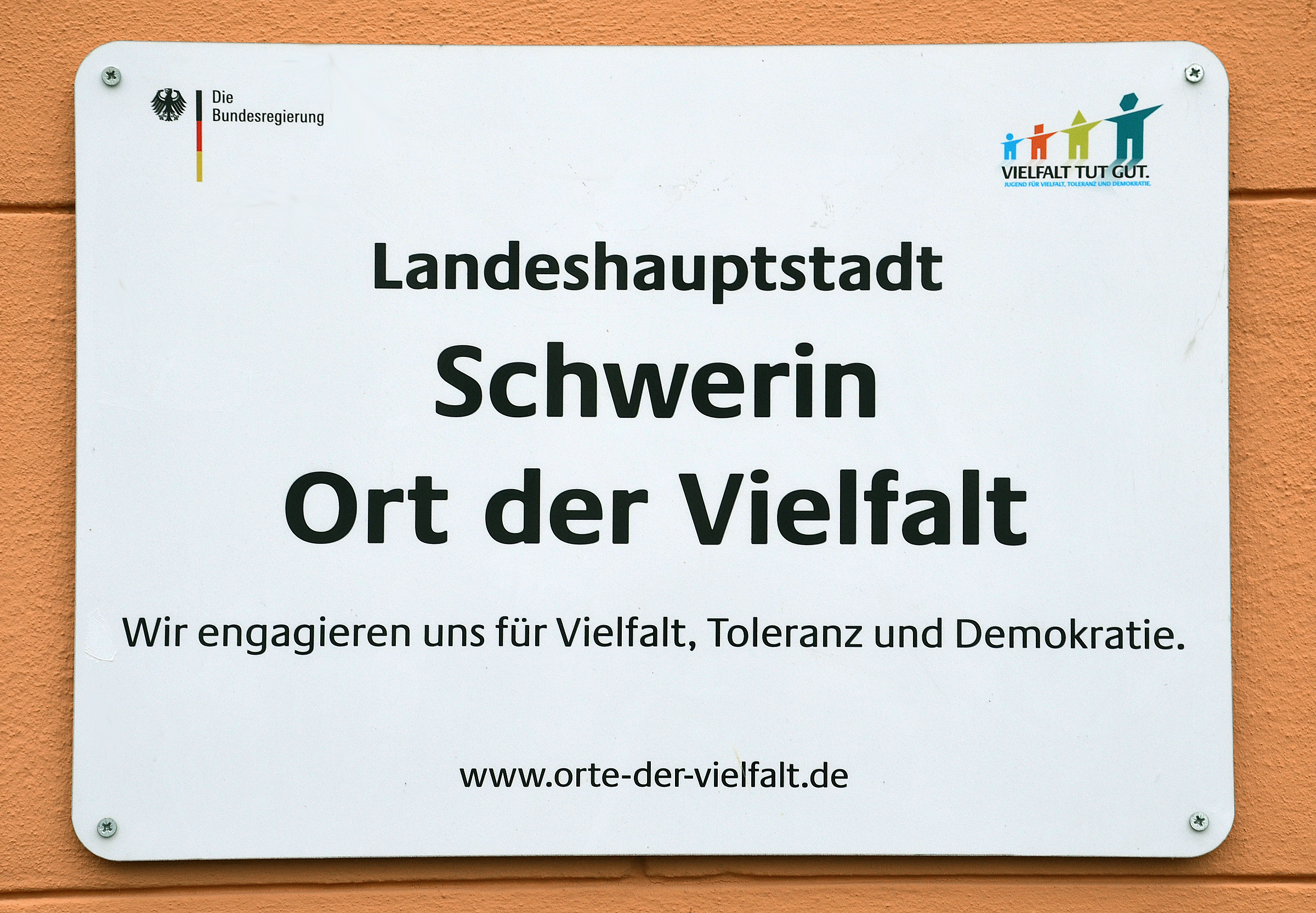
Unter dem Logo „Vielfalt tut gut. Jugend für Vielfalt, Toleranz und Demokratie“ die Auszeichnung für Schwerin als „Ort der Vielfalt“

Ort der Vielfalt ist eine 2007 ins Leben gerufene Initiative des Bundesministeriums für Familie, Senioren, Frauen und Jugend, des Bundesministeriums des Innern und des Beauftragten der Bundesregierung für Migration, Flüchtlinge und Integration, deren Ziel es ist, Gemeinden, Städte und Kreise in Deutschland in ihrem Engagement für kulturelle Vielfalt zu stärken. Diese Initiative ist aus den Bundesprogrammen Vielfalt tut gut. Jugend für Vielfalt, Toleranz und Demokratie und kompetent. für Demokratie – Beratungsnetzwerke gegen Rechtsextremismus hervorgegangen. Das Bundesprogramm Toleranz fördern – Kompetenz stärken führt seit dem 1. Januar 2011 die beiden Bundesprogramme wieder unter einem gemeinsamen Dach fort.
Unterstützt wird die Initiative durch die Bundesländer, die kommunalen Spitzenverbände, die Wirtschaft, die Gewerkschaften und weitere Organisationen. Engagierte Gemeinden, Städte und Kreise werden mit einem Schild „Ort der Vielfalt“ ausgezeichnet.
Die Förderphase endete Ende 2011 und wurde bis Ende 2014 verlängert. Viele der Städte führen das Programm weiter.

## Liste der „Orte der Vielfalt“

### Seit dem 23. September 2008
- Altmarkkreis Salzwedel
- Anhalt-Bitterfeld, Landkreis[5]
- Augsburg[6]
- Bad Bentheim
- Bad Wildungen
- Blankenfelde-Mahlow
- Bomlitz[7]
- Bützow[8]
- Dahme-Spreewald, Landkreis[9]
- Darmstadt[10]
- Demmin, Landkreis[11]
- Eberswalde
- Erding[12]
- Erding, Landkreis
- Forchheim, Landkreis
- Freiberg, Region
- Friedrichshain-Kreuzberg, Bezirk in Berlin
- Fürstenwalde/Spree
- Göppingen[13]
- Goslar
- Günzburg, Landkreis[14]
- Halberstadt
- Harz, Landkreis
- Herford[15]
- Herzogenrath[16]
- Hoher Fläming, Region[17]
- Kaufbeuren[18]
- Kiel[19]
- Kyffhäuserkreis[20]
- Leipzig[21]
- Lichtenberg, Bezirk in Berlin
- Limburg-Weilburg, Landkreis
- Löbau-Zittau, Region
- Lübben (Spreewald)
- Lüneburg[22]
- Magdeburg[23]
- Minden[24]
- Mittweida, Region
- Muldental, Region
- Murrhardt
- Neukölln, Bezirk in Berlin[25]
- Neumarkt in der Oberpfalz[26]
- Neustadt in Holstein
- Nordhausen
- Oranienburg
- Pankow, Bezirk in Berlin
- Pirna
- Pößneck
- Rehlingen-Siersburg
- Rems-Murr-Kreis[27]
- Riesa[28]
- Rüdersdorf bei Berlin
- Saale-Holzland-Kreis
- Sächsische Schweiz, Region
- Sinsheim
- Sonneberg, Landkreis
- Tempelhof-Schöneberg, Bezirk in Berlin[29]
- Weimar[30]
- Wiesbaden-Biebrich
- Wolgast[31]
- Wunsiedel
- Wuppertal[32]

### Seit dem 25. Mai 2009
- Aachen[33]
- Bad Kreuznach
- Bad Langensalza[34]
- Bad Nenndorf[35]
- Bad Pyrmont
- Bamberg[36]
- Bautzen, Landkreis
- Bernkastel-Wittlich, Landkreis[37]
- Blankenburg (Harz)
- Böblingen
- Bremen[38]
- Burg[39]
- Burgenlandkreis[40]
- Calw
- Charlottenburg-Wilmersdorf, Bezirk in Berlin[41]
- Cham (Oberpfalz)
- Cham, Landkreis[42]
- Chemnitz[43]
- Coswig (Sachsen)
- Dorfen
- Dormagen[44]
- Dortmund[45]
- Duisburg[46]
- Düren, Kreis
- Düsseldorf[47]
- Eisenach
- Eisleben[48]
- Elbe-Elster, Landkreis[49]
- Erfurt[50]
- Erlangen[51]
- Eschweiler[52]
- Falkenberg/Elster[53]
- Falkensee
- Görlitz[54]
- Görlitz, Landkreis
- Gröditz
- Halle (Saale)[55]
- Hennigsdorf
- Hohenstücken, Ortsteil in Brandenburg (Havel)
- Jena[56]
- Jülich
- Karlsruhe[57]
- Koblenz[58]
- Köln[59]
- Kusel, Landkreis
- Lauchhammer
- Lauenburg/Elbe
- Lauterbach (Hessen)
- Lehrte
- Lohra[60]
- Lübbenau/Spreewald[61]
- Ludwigshafen am Rhein[62]
- Ludwigslust, Landkreis
- Mansfeld-Südharz, Landkreis
- Marburg[63]
- Marl[64]
- Marzahn-Hellersdorf, Bezirk in Berlin[65]
- Merzig-Wadern, Landkreis
- Miesbach
- Mölln
- Morbach[66]
- Münster[67]
- Nordhorn[68]
- Nordvorpommern, Landkreis
- Osterode am Harz, Landkreis
- Ostprignitz-Ruppin, Landkreis[69]
- Prenzlau
- Pulheim[70]
- Rathenow
- Sulzbach-Rosenberg
- Sächsische Schweiz-Osterzgebirge, Landkreis
- Sangerhausen
- Schönebeck
- Schöneiche bei Berlin
- Schweich an der Römischen Weinstraße, Verbandsgemeinde
- Schwerin[71]
- Sebnitz-Kirnitzschtal[72]
- Senftenberg[73]
- Starnberg, Landkreis[74]
- Straubing
- Strausberg[75]
- Stuttgart[76]
- Treptow-Köpenick, Bezirk in Berlin[77]
- Trier[78]
- Trier-Saarburg, Landkreis
- Uckermark, Landkreis[79]
- Uecker-Randow, Landkreis
- Vlotho
- Vogtlandkreis
- Unstrut-Hainich-Kreis
- Werder (Havel)
- Wildau
- Wittmund
- Würzburg[80]
- Zwickau[81]

### Seit dem 10. Oktober 2010
- Hamburg-Mitte, Bezirk in Hamburg[82]

### Seit dem 21. Oktober 2010
- Altona, Bezirk in Hamburg
- Amelinghausen, Samtgemeinde
- Bad Doberan, Landkreis[83]
- Bad Dürkheim
- Bad Liebenwerda[84]
- Birkenfeld
- Braunschweig[85]
- Celle[86]
- Dessau-Roßlau[87]
- Dresden[88]
- Düren[89]
- Eislingen/Fils
- Freital
- Fürth[90]
- Gardelegen
- Großräschen
- Hanau[91]
- Hermannsburg
- Hoyerswerda
- Ilm-Kreis[92]
- Lohne (Oldenburg)
- Mainz[93]
- Mannheim[94]
- Märkisch-Oderland, Landkreis[95]
- Müritz, Landkreis
- Nieder-Olm, Verbandsgemeinde[96]
- Nienburg/Weser[97]
- Nordwestmecklenburg, Landkreis
- Oberspreewald-Lausitz, Landkreis[98]
- Ohrdruf
- Ostalbkreis[99]
- Perleberg
- Quedlinburg
- Rothenburg ob der Tauber
- Saarbrücken[100]
- Schneeberg
- Schorndorf
- Schwalm-Eder-Kreis
- Sulzbach/Saar
- Unterlüß
- Verden an der Aller[101]
- Verden, Landkreis
- Wadern
- Weiden in der Oberpfalz
- Weilburg an der Lahn
- Wernigerode
- Wutha-Farnroda